# Szerecsenhojsza
A szerecsenhojsza (Bulweria) a madarak (Aves) osztályának a viharmadár-alakúak (Procellariiformes) rendjébe, ezen belül a viharmadárfélék (Procellariidae) családjába tartozó nem.

## Rendszertani besorolásuk
Korábban ezeket a madarakat a viharmadarak (Pterodroma) csoportjába sorolták, azonban a legújabb mitokondriális DNS-vizsgálatok, melyek a citokróm-b nevű gént voltak hivatottak feltérképezni, azt mutatták, hogy a szerecsenhojszák közelebbi rokonságban állnak a Puffinus-fajokkal, és még inkább a Procellaria madárnem fajaival.
A szerecsenhojszafajokat a legközelebbi rokonaikkal együtt, azaz a Procellaria-fajokkal, a viharmadárféléken belül külön alcsoportba sorolják, azaz legalábbis egyes rendszerezők. Ha ez a csoportosítás általánosan elfogadott lesz, akkor ez a madárcsoport megkaphatja a nemzetségi státuszt.

## Rendszerezés
A nembe az alábbi 2 élő faj és 1 kihalt faj tartozik:
- †Bulweria bifax Olson, 1975[2]
- szalagos szerecsenhojsza (Bulweria bulwerii) Jardine & Selby, 1828[3]
- egyszínű szerecsenhojsza (Bulweria fallax) Jouanin, 1955[4]

### Fordítás
- Ez a szócikk részben vagy egészben  a   Bulweria című angol Wikipédia-szócikk ezen változatának fordításán alapul.  Az eredeti cikk szerkesztőit annak laptörténete sorolja fel. Ez a jelzés csupán a megfogalmazás eredetét és a szerzői jogokat jelzi, nem szolgál a cikkben szereplő információk forrásmegjelöléseként.